# ARCHE Пачатак
ARCHE Пачатак — білоруський незалежний науково-популярний, громадсько-політичний та літературно-мистецький часопис, в якому друкуються білоруські інтелектуали. Часопис є єдиним білоруським періодичним виданням, що належить до європейської мережі культурологічних часописів «Eurozine». Засновник часопису — Андрій Динько, головний редактор Валерій Булгаков. Видається білоруською мовою.  Також в «ARCHE» публікуються автори з України, а саме: С. Грабовський, О. Забужко, М. Рябчук, М. Стріха.